# Хронология англоязычного кризиса в Камеруне (2017)
Ниже представлена хронология событий, связанных с англоязычным кризисом в Камеруне и произошедших в 2017 году.

## Хронология

### Сентябрь
- 9 сентября Совет обороны Амбазонии при Управляющем совете Амбазонии, объявили о развертывании Сил самообороны Амбазонии (ССА) и начале боевых действий для достижения независимости Амбазонии. ССА совершила партизанскую атаку на военную базу в Бесонгабане, округ Манью. Командующий ССА заявил, что его солдатам удалось вернуться на базу целыми и невредимыми. В результате нападения погибли трое камерунских жандармов[1].
- 11 сентября в городе Баменда была взорвана бомба, направленная против силовиков[1]. Ответственность за нападение взял на себя ССА[1].
- 21 сентября в Баменде в результате взрыва самодельной бомбы были ранены трое полицейских. В нападении обвинили сепаратистов, которое губернатор назвал террористическим актом[2].
- 22 сентября камерунские войска открыли огонь по англоязычным демонстрантам. По словам очевидцев, пять человек были застрелены, а многие получили ранения[3]. В Экоке 700 протестующих напали на полицейские участки и вывесили амбазонский флаг в общественных местах.
- 29 сентября камерунские солдаты двинулись в Эюмоджок и захватили ферму, принадлежащую лидеру сепаратистов Сисику Джулиусу Аюку Табе[4].
- В течение сентября было сожжено семь школ[4].

### Октябрь
- 1 октября Амбазония в одностороннем порядке провозгласила свою независимость, а камерунская армия выдвинулась в регион для борьбы с сепаратистами[5]. Десятки тысяч человек вышли на улицы в знак протеста в пользу независимости[6]. По меньшей мере восемь человек погибли в столкновениях между полицией и демонстрантами в Буэа и Баменде. Всего в тот день силовиками было убито 20 демонстрантов[7]. Сепаратисты выбирают эту дату для проведения массовых демонстраций и объявления независимости, так как это годовщина объединения Камеруна и Южного Камеруна[8].
- 9 октября камерунские военные заявили, что не позволили «сотням нигерийских боевиков» войти в Южный Камерун, чтобы присоединиться к борьбе за независимость Амбазонии[9].

### Ноябрь
- 8 ноября боевики ССА убили двух или трех камерунских жандармов в Баменде[10]. ССА взяла на себя ответственность за теракты[11], которые были осуждены Временным правительством Амбазонии, которое на тот момент не поддерживало вооружённую борьбу[12].
- 9 ноября Камерун выдал международные ордера на арест 15 лидеров сепаратистов, в том числе президента Аюка Табе[13]. Следующей ночью двое камерунских солдат были убиты сепаратистами в ходе двух нападений[14].
- 14 ноября в Баменде произошло четыре взрыва, ни одно из которых не привело к жертвам[6].
- 29 ноября сепаратисты напали на военную колонну в Мамфе[15], убив двух солдат и двух полицейских[16]. Один военнослужащий отделался ранениями. Боевики захватили большое количество оружия[17].
- 30 ноября боевики сепаратистов убили пятерых полицейских и солдата в Эюмоджоке. Нападавшие утверждали, что они лояльны ОФЮККА, сепаратистскому движению в изгнании[17].
- В течение ноября было подтверждено, что 8 солдат, не менее 14 гражданских лиц и 5 беженцев были убиты в результате конфликта. Судя по сводным цифрам из новостных сообщений, реальное число смертей было несколько выше официально заявленных[15].

### Декабрь
- 1 декабря, в преддверии запланированного камерунского наступления, власти департамента Манью приказали жителям 16 деревень эвакуироваться, заявив, что любой, кто нарушит этот приказ, будет рассматриваться как сепаратист[18].
- 4 декабря правительство Камеруна официально объявило войну «этим террористам, стремящимся к отделению», имея в виду ССА[16].
- 7 декабря камерунские войска отбили деревни Бафия и Муйенге[19].
- 9 декабря в результате нападения на военный пост возле Мамфе погибли шесть сепаратистов и один камерунский полицейский. Правительство Камеруна заявило, что в нападении приняли участие 200 партизан, которые использовали ружья, копья и мачете[20].
- 13 декабря 23 человека, в том числе несовершеннолетние, были арестованы силами безопасности в Дади и впоследствии подвергнуты жестоким пыткам. Один из арестованных позже скончался в тюрьме[7].
- 14 декабря элитное армейское подразделение начало операцию по освобождению сел, контролируемых сепаратистами[21]. В деревне Бодам солдаты открыли беспорядочный огонь по убегающим мирным жителям и казнили одного пожилого мужчину, пытавшегося защититься тростью. Во время атаки было сожжено несколько домов. Большинство жителей деревни бежали в Нигерию.
- 15 декабря закончились дни ожесточенных боев в Мамфе. Обе стороны заявили о своей победе: камерунская армия заявила, что отбила Мамфе у ССА, в то время как ССА заявила, что никогда не оккупировала Мамфе, а лишь имела на его территории линию соприкосновения[22].
- 18 декабря четверо жандармов были убиты сепаратистами в Кембонге[23].
- 20 декабря нигерийские источники заявили, что камерунские солдаты пересекли границу с Нигерией в погоне за боевиками-сепаратистами. В то время как правительства Нигерии и Камеруна отрицали, что такие инциденты имели место, камерунские военные ранее обвиняли Нигерию в укрывательстве сепаратистов[23].
- В период с 18 по 23 декабря камерунские войска разрушили десятки домов и убили, избили и арестовали несколько мирных жителей в Кембонге и Бабонге, департаменте Манью, в отместку за убийство силовиков[21].
- 25 декабря в Токо Ндианского округа были ранены два жандарма и комбриг. Также была сожжена резиденция гражданского администратора Токо[24].